# Hightown (New Forest)
Hightown – wieś w Anglii, w hrabstwie Hampshire, w dystrykcie New Forest. Leży 37 km na południowy zachód od miasta Winchester i 136 km na południowy zachód od Londynu. Miejscowość liczy 1200 mieszkańców.